# Vitor Roque
Vitor Roque, właściwie Vitor Hugo Roque Ferreira (ur. 28 lutego 2005 w Timoteo) – brazylijski piłkarz występujący na pozycji napastnika, reprezentant Brazylii.

## Dzieciństwo
Urodzony w Timóteo, Minas Gerais, Vitor Roque dołączył do młodzieżowej drużyny América Mineiro w wieku 10 lat i zaimponował w młodzieżowych kategoriach drużyny w 2018. W marcu 2019 podpisał kontrakt młodzieżowy z Cruzeiro, co skłoniło América do pozwania swojego nowego klubu w Państwowym Departamencie Pracy; oba kluby osiągnęły porozumienie dopiero w maju, przy czym Cruzeiro zachowało 65 procent praw majątkowych zawodnika, a América pozostałe 35 procent.

## Kariera klubowa

### Cruzeiro
W dniu 25 maja 2021 Vitor Roque podpisał swój pierwszy profesjonalny kontrakt z Cruzeiro. Swój profesjonalny debiut zaliczył 12 października; po wejściu jako zmiennik Bruno José w drugiej połowie w remisie 0-0 Série B u siebie przeciwko Botafogo, grał przez 18 minut, zanim został zastąpiony przez Keké, a menedżer Vanderlei Luxemburgo powiedział, że „nie był w stanie utrzymać tempa”, ale także „chwalił za swój debiut”.
Będąc już częścią pierwszej drużyny w sezonie 2022, Vitor Roque strzelił swojego pierwszego gola 20 lutego tego roku, strzelając pierwszego gola klubu w remisie 2:2 Campeonato Mineiro u siebie przeciwko Villa Nova. Trzy dni później zdobył dwa gole w wyjazdowym zwycięstwie 5:0 nad Sergipe w Copa do Brasil.

### Athletico Paranaense
W dniu 13 kwietnia 2022 Vitor Roque podpisał pięcioletni kontrakt z Athletico Paranaense, po tym, jak klub aktywował jego klauzulę zwolnienia w wysokości 24 milionów R $; był to największy transfer w historii klubu. Zadebiutował w klubie cztery dni później, zastępując Luisa Manuela Orejuelę późno w przegranym 1-0 meczu Série A z Atlético Mineiro.
Vitor Roque strzelił swojego pierwszego gola dla Furacão 29 maja 2022, zdobywając zwycięstwo w wyjazdowym zwycięstwie 1-0 nad Cuiabá. 7 sierpnia strzelił dwa gole w wyjazdowym zwycięstwie 3-2 nad Atlético Mineiro, i zakończył sezon z 13 bramkami, sześcioma dla Cruzeiro i siedmioma dla Athletico.

### FC Barcelona
W dniu 12 lipca 2023 klub La Liga FC Barcelona ogłosił, że osiągnął porozumienie w sprawie transferu Vitora Roque z Athletico, uzgadniając kontrakt do sezonu 2030/2031 z klauzulą wykupu w wysokości 500 milionów euro. Dołączył do katalońskiego klubu na początku 2024 roku. W klubie zadebiutował w meczu z Las Palmas, rozegranym 4 stycznia 2024. 31 stycznia, w wygranym 1:0 z Osasuną, strzelił swoją pierwszą bramkę dla Barcelony.

### Real Betis
26 sierpnia 2024 Vitor Roque został wysłany na wypożyczenie do Realu Betis. W klubie z Sewilli grał przez pół roku rozgrywając 33 mecze, w tym 22 ligowe, oraz zdobywając 7 bramek.

### Palmeiras
27 lutego powrócił do Barcelony, aby następnego dnia przenieść się do brazylijskiego Palmeiras.

## Statystyki kariery

### Klubowe
(aktualne na dzień 26 maja 2024)
| Klub                 | Sezon              | Liga               | Liga  | Liga   | Liga stanowa | Liga stanowa | Puchar kraju | Puchar kraju | Kontynentalne | Kontynentalne | Inne  | Inne   | Suma  | Suma   |
| Klub                 | Sezon              | Liga               | Mecze | Bramki | Mecze        | Bramki       | Mecze        | Bramki       | Mecze         | Bramki        | Mecze | Bramki | Mecze | Bramki |
| -------------------- | ------------------ | ------------------ | ----- | ------ | ------------ | ------------ | ------------ | ------------ | ------------- | ------------- | ----- | ------ | ----- | ------ |
| Cruzeiro             | 2021               | Série B            | 5     | 0      | –            | –            | –            | –            | –             | –             | –     | –      | 5     | 0      |
| Cruzeiro             | 2022               | Série B            | 1     | 0      | 8            | 3            | 2            | 3            | –             | –             | –     | –      | 11    | 6      |
| Cruzeiro             | Ogólnie            | Ogólnie            | 6     | 0      | 8            | 3            | 2            | 3            | 0             | 0             | 0     | 0      | 16    | 6      |
| Athletico Paranaense | 2022               | Série A            | 29    | 5      | –            | –            | –            | –            | 7             | 2             | –     | –      | 36    | 7      |
| Athletico Paranaense | 2023               | Série A            | 25    | 12     | 6            | 4            | 6            | 1            | 8             | 4             | –     | –      | 45    | 21     |
| Athletico Paranaense | Ogólnie            | Ogólnie            | 54    | 17     | 6            | 4            | 6            | 1            | 15            | 6             | 0     | 0      | 81    | 28     |
| FC Barcelona         | 2023/2024          | Primera División   | 14    | 2      | –            | –            | 2            | 0            | 0             | 0             | 0     | 0      | 16    | 2      |
| Ogólnie w karierze   | Ogólnie w karierze | Ogólnie w karierze | 74    | 19     | 14           | 7            | 10           | 4            | 15            | 6             | 0     | 0      | 113   | 36     |

### Reprezentacyjne
(aktualne na 25 marca 2023)
| Reprezentacja | Rok     | Mecze | Bramki |
| ------------- | ------- | ----- | ------ |
| Brazylia      | 2023    | 1     | 0      |
| Łącznie       | Łącznie | 1     | 0      |

## Sukcesy

### Athletico Paranaense
- Mistrzostwo Campeonato Paranaense: 2023